# Bois-lélé
Bois-lélé est un nom vernaculaire en créole guyanais pouvant désigner:
- Quararibea guianensis, un arbre de la famille des Malvaceae[1]
- Rinorea flavescens, un arbre de la famille des Violaceae[2]